# Пигуляк, Юстин Григорьевич
Юстин Григорьевич Пигуляк (укр. Юстин Григорович Пігуляк; 2 июня 1845, с. Новые Мамаевцы — 2 июня 1919, Черновцы) — выдающийся буковинский украинский живописец-портретист.

## Биография
Родился будущий художник в семье сельского дьячка на Буковине. Уже во время учëбы в Черновицкой гимназии, юноша проявил большой талант к рисованию. После окончания гимназии Юстин поступил в Венскую академию изобразительных искусств. Его дипломная работа — копия «Трех граций» Рубенса — получила наивысшую оценку венских искусствоведов, которые утверждали, что техническое исполнение картины ни в чëм не уступает оригиналу.
После окончания Академии в 1874 Юстин Пигуляк вернулся в Черновцы, где стал работать учителем рисунка и живописи в немецкой высшей реальной школе. Здесь он работал вплоть до выхода на пенсию в 1906 году.
Проявлением вдохновенного творчества и высокого мастерства Юстина Пигуляка было создание портретов. Творчество мастера реалистического портрета было известно как на родине, так и за её пределами — в Австрии, Венгрии, Румынии, Польше и Канаде. Художнику для содержания семьи приходилось писать преимущественно портреты богатых иностранцев, но не обходил он своим вниманием и земляков, известных украинских деятелей.
Юстин Пигуляк был современником и приятелем Ю. Федьковича, О.Кобылянской, Е. Ярошинской, Исидора и Григория Воробкевичей, И. Дубравы, И. Синюка.
Кроме занятий живописью много внимания уделял многогранной общественной деятельности. Несколько лет избирался казначеем общества «Руська бесида» в Черновцах, пел в хоре местного музыкального общества.

## Творчество
Юстин Пигуляк — автор
- портретов:
  - «Автопортрет», 1885;
  - «Юрий Федькович», 1886;
  - «Исидор Воробкевич», 1887;
  - «Тарас Шевченко», 1889;

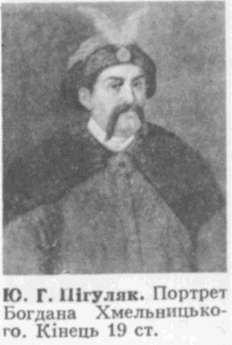
Портрет Богдана Хмельницкого

  - «Богдан Хмельницкий», конец XIX века;
  - «Ольга Кобылянская», 1916,

Создал ряд жанровых полотен и пейзажей, картин по мотивам поэзии Т. Шевченко
- «Гуцулы»
- «Буковинка»
- «Женщина с тайстрой» (сумо́й)",
- «Любовь и верность»
- «Дубы»
- «Калина»
- «Зимняя дорога»
- «На перелазе»
- «Платок»
- «Ой одна я, одна»
- «Калина»
- «Наймычка»
- «Зачем мне черные брови» и др.

В 1913 году Пигуляк послал много своих произведений на Всеукраинскую художественную выставку в Киев, но по дороге они бесследно исчезли.
Часть экспозиции выставки картин буковинского художника Юстина Пигуляка, которая демонстрировалась в помещении «Народного Дома» пропала в 1940 году.
Большое количество портретных работ художника пропало во время румынско — фашистской оккупации Буковины в годы Великой Отечественной войны.
Пропавшие картины до настоящего времени не обнаружены.